# Músculo auricular anterior
El músculo auricular anterior (musculus auricularis anterior) está ubicado en la cara anterior del pabellón auricular y permite la movilidad de la oreja hacia delante en animales que orientan el oído hacia los sonidos.

## Trayecto
El músculo auricular anterior se inserta en el borde lateral de la galea aponeurótica o aponeurosis epicraneal y la arcada cigomática. Las fibras del auricular anterior convergen por atrás hacia la espina del hélix y el borde anterior de la concha de cada pabellón auricular.

## Acción
En la mayoría de los animales el músculo auricular anterior le permite al oído movilidad hacia arriba y hacia delante en la dirección del sonido que atrae la atención. En cambio, en el hombre, todo lo que puede hacer es mover ligeramente el oído, la mayoría de las veces sin dirección fija.

## Inervación
La inervación motora del auricular anterior es dada por la rama posterior del nervio auricular, una de las ramas temporales que son terminales del nervio facial.